# Prawdziwa historia (film 2017)
Prawdziwa historia (fr. D’après une histoire vraie) – pełnometrażowy film, dreszczowiec w reżyserii Romana Polańskiego z 2017 r. Adaptacja powieści D’après une histoire vraie autorstwa Delphine de Vigan.
Światowa premiera filmu odbyła się 27 maja 2017 podczas 70. MFF w Cannes. 1 listopada 2017 obraz miał premierę kinową we Francji, 11 maja 2018 w Polsce.

## Obsada
- Eva Green – Elle, w polskim tłumaczeniu Ona
- Emmanuelle Seigner – Delphine Dayrieux
- Vincent Pérez – François
- Josée Dayan – Karina
- Camille Chamoux – Oriane, rzeczniczka prasowa
- Dominique Pinon – Raymond
- Elisabeth Quin – reporterka
- Brigitte Roüan – bibliotekarka licealna
- Noémie Lvovsky – kuratorka wystawy
- Leonello Brandolini – francuski wydawca
- Édith Le Merdy – sąsiadka
- Damien Bonnard – dźwiękowiec (pracujący z reporterką)
- Saadia Bentaïeb – Jeanne (czytelniczka prosząca o autograf)
- Véronique Vasseur – matka Delphine
- Stanislas Moreau – barman

W napisach końcowych wymieniono także kilkoro innych osób wcielających się w role czytelników na targach książki: Valérie Schiatti de Monza, Anouchka Csernakova, Paul Garcia, Melanie Bourgeois, Jean Frischmann, Charlotte Mangel.